# Баришев Віктор Вікторович
Віктор Вікторович Баришев (рум. Victor Barîşev; нар. 3 липня 1978) — молдовський футболіст, нападник та півзахисник.

## Клубна кар'єра
Віктор Баришев народився 3 липня 1978 року. Футбольну кар'єру розпочав у 1994 році в складі «Тилігула», кольори якого захищав до 1995 року. З 1996 по 1997 роки захищав кольори команд «Ністру» (Чобручи), МиФ (Мелешти) та СКА-Вікторія (Кагул). У 1997 році повернувся до клубу «Тилігул», в складі якого виступав до 1998 року. З 1999 по 2000 роки виступав у складі тираспольського «Шерифа». З 2001 по 2004 роках захищав кольори клубів «Ністру» (Атаки), «Шериф» та «Тирасполь».
У 2005 році переїздить до України, де підписує контракт з першоліговим харківським «Арсеналом». У футболці харківського клубу дебютував 17 березня 2005 року в програному (0:2) виїзному поєдинку 19-го туру проти львівських «Карпат». Віктор вийшов у стартовому складі, а на 57-ій хвилині його замінив Ігор Продан. Єдиним голом у футболці «Арсеналу» відзначився 27 квітня 2005 року на 15-ій хвилині переможного (3:2) виїзного поєдинку 26-го туру проти донецького «Шахтаря-2». Баришев вийшов у стартовому складі та відіграв увесь матч. Протягом свого перебування в «Арсеналі» зіграв 13 матчів (1 гол) у чемпіонаті України. Наступний сезон розпочав у вищоліговому ФК «Харкові», але в його складі зіграв лише 1 поєдинок за головну команду. Дебют відбувся 12 липня 2005 року в нічийному (1:1) домашньому поєдинку 1-го туру проти криворізького «Кривбасу». Віктор вийшов у стартовому складі, а на 46-ій хвилині його замінив Ігор Цигирлаш. Після цього виступав лише за молодіжну команду (24 матчі, 3 голи).
Напередодні початку сезону 2006/07 років виїхав до Азербайджану, де підписав контракт з клубом МКТ-Араз. Того сезону в азербайджанській першості зіграв 16 матчів та відзначився 1 голом, ще 2 поєдинки провів у єврокубках. Наступного сезону не зіграв жодного матчу в чемпіонаті Азербайджану, але провів 2 поєдинки в єврокубках. Тому вже у 2007 році поернувся на батьківщину, де підписав контракт з клубом «Іскра-Сталь», в футболці якого зіграв 10 матчів у чемпіонаті Молдови. Футбольну кар'єру завершив у 2008 році в складі узбецького клубу «Кизилкум» (провів 10 поєдинків національного чемпіонату).

## Кар'єра в збірній
Викликався до складу національної збірної Молдови. Дебютував за збірну 10 вересня 2003 року в переможному (2:1) домашньому поєдинку групи 3 квалфікаційного раунду Чемпіонату Єропи проти Білорусі. Баришев вийшов у стартовому складі та відіграв увесь матч. Востаннє в футболці національної збірної виходив на поле 9 лютого 2005 року в товариському матчі проти Азербайджану. Віктор вийшов на поле в стартовому складі та відіграв увесь поєдинок. У футболці головної команди країни зіграв 4 матчі.